# ピープルズ・マーチ
ピープルズ・マーチ（People's March）もしくはワシントンのピープルズ・マーチ（People's March on Washington）は、2025年ドナルド・トランプ大統領就任式の2日前にあたる、2025年1月18日に開催された政治集会である。ウィメンズマーチ、中絶の権利、シエラクラブ、プランド・ペアレントフッド、ACLU、全米女性法律センターによって企画され、ピープルズ・マーチには推定5万人が参加すると予想された。
ピープルズ・マーチ開催の目標は、「参加者が政治的な拠り所を見つけるのを助ける」ことであり、「喜びに満ちた抵抗、コミュニティ形成、力強い行動の一日」と宣伝し、ドナルド・トランプに焦点を当てるのではなく、女性の権利、リプロダクティブ・ライツ、環境問題、人種的公正、LGBTQの権利、移民、反軍国主義、気候変動、民主主義などの問題を訴えた。一方いざ開催したとなると、2017年のウィメンズマーチとは異なり、これまでのマーチと比べると、その意義は薄く、参加人数も少なかった。

## 背景

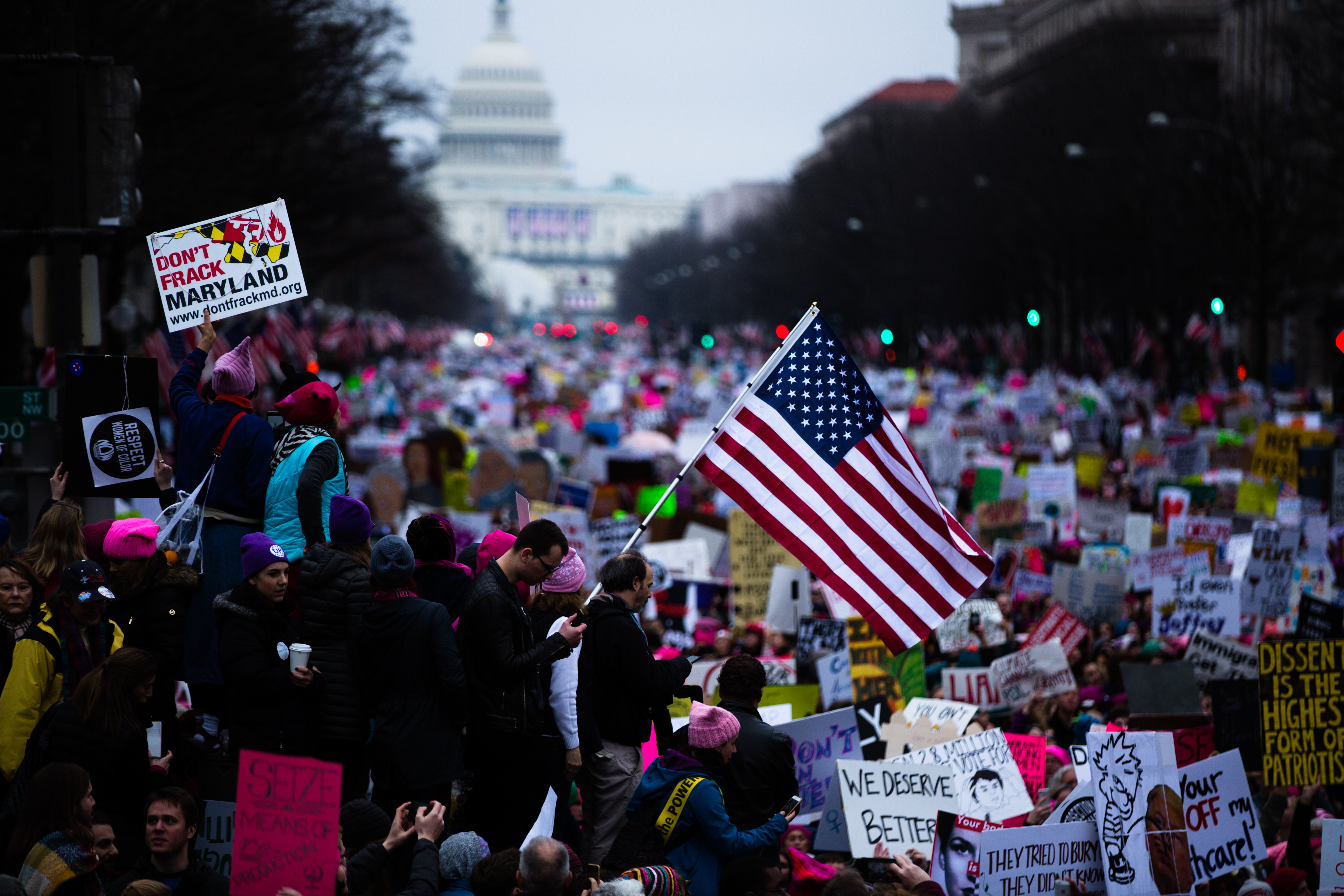
2017年ウィメンズマーチの様子

2016年11月初旬、2016年アメリカ合衆国大統領選挙で共和党大統領候補のドナルド・トランプが民主党大統領候補のヒラリー・クリントンを抑えて次期大統領に就任したことを受け、メリッサ・ミオトケは抗議運動としてワシントンでデモを行うことを呼び掛けるFacebookイベントを作成した。他の人々も同様のイベントを企画し、多くの女性たちが抗議の署名をしたことで、後に「ワシントンのウィメンズマーチ」が設立された。
第1回「2017年ウィメンズマーチ」は、「ワシントンのウィメンズマーチ」とも呼ばれ、世界的な抗議行動として、ドナルド・トランプの第1回大統領就任式の翌日、2017年1月21日に正式に開催された。当時の2017年ウィメンズマーチは、単日の抗議行動としては米国史上最大のものだった（3年後、ジョージ・フロイドの死に対する抗議行動が上回る）。米国では、ウィメンズ・マーチに約47万人が参加し、408を超える集会には最小で326万7134人、最大で524万6670人と推定される参加者がいた。2017年のウィメンズマーチの全世界での参加者総数は700万人以上と推定された。同様のウィメンズマーチは、2018年、2019年、2020年など、何度も開催された。この時は、ウィメンズマーチは人種差別とトランプ政権の反ユダヤ主義疑惑などを論点としていた。

## 準備と計画

### 名称の変更

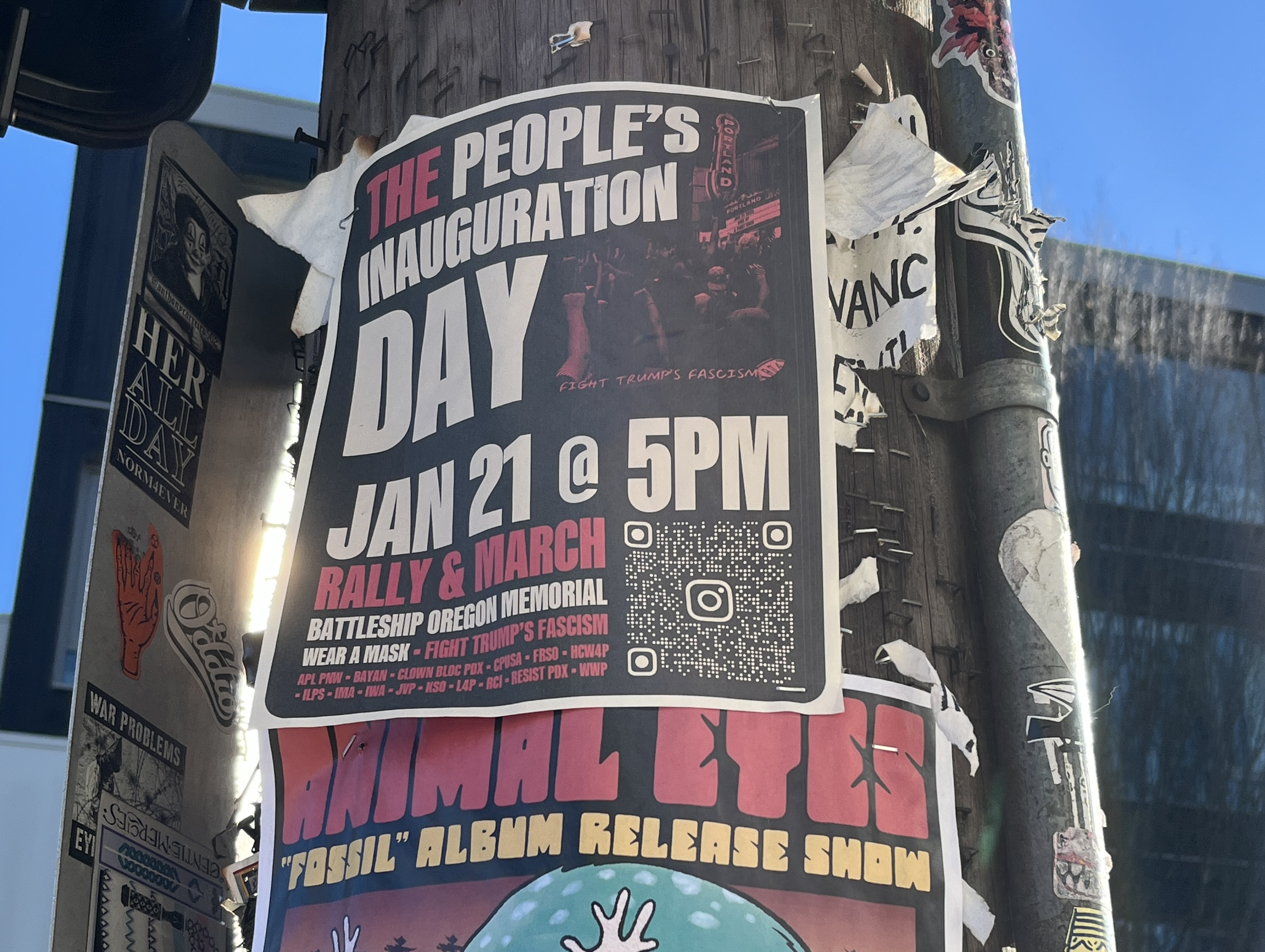
開催を呼びかける張り紙（オレゴン州ポートランド）

2017年ウィメンズマーチ以来開催されてきた「ウィメンズマーチ」から、今回の集会は 「ピープルズ・マーチ」に名称が変更された。コンサーンド・ウィメン・フォー・アメリカのCEOであるペニー・ヤング・ナンスは、「当初名称の変更について賛否両論だった」と述べている。ドナルド・トランプが大統領選に勝利した後の11月8日の企画に関する電話で、ウィメンズマーチのマネージャー兼ディレクターであるタミカ・ミドルトンはピープルズ・マーチについて「私たちの大行進」と呼び、2017年のような2度目の就任式を覆い隠すような行進を望んでいた。しかしその後、主催者側は2017年のウィメンズマーチを模倣するのではなく、「トランプが2期目を勝ち取った後、何かをしたいと感じた人々に入り口を提供したい」と考えていたようで、ミドルトンは「土曜日（開催日）は2017年のマーチのエネルギーを再現しようという試みではない」と語っている。ミドルトンの広報担当者は、ウィメンズマーチの専務理事は「来るべきものとの闘いにすべての人が参加する必要性を感じている」と語っていたと述べている。
ミドルトンは、このイベントを 「ピープルズ・マーチ」と呼ぶのは、自分たちの基盤の中にある「コミュニティへの呼びかけ」への反応であると述べた。ミドルトンは、2025年のピープルズ・マーチは 「2017年のようになる」と述べながら、今、多くの活動家が「疲労感」や 「絶望感」を感じながら新しいトランプ時代を迎えているのだと語った。また、トランプの2度目の勝利に対する反応が2017年とは「違うように感じる」と語った。ほか、ピープルズ・マーチは団体による開催とも説明している。

### 閉鎖と警備
フィラデルフィアでは、ピープルズ・マーチのためにセンターシティのいくつかの通りが閉鎖され、駐車場も制限された。ピープルズ・マーチが開催されていたワシントンD.C.では、交通機関に影響が及び、いくつかの道路が閉鎖された。ピープルズ・マーチは、デモ参加者とドナルド・トランプを支持する人々との衝突を避けるため、警察の厳重な警備の下で開催された。

## 開催
2024年11月7日、前日に選挙結果が発表された2024年大統領選挙で共和党候補のドナルド・トランプが次期大統領として2度目の勝利を収めたことを受け、『ワシントン・ポスト』紙は、「ウィメンズマーチ」運営委員会が、2025年1月18日にワシントンD.C.で行われる、民主党の大統領候補で元副大統領のカマラ・ハリスに対するトランプの勝利予想に対抗する一連の大規模な抗議運動を計画していると発表した。抗議運動は午前10時頃にファラガット・スクエア、フランクリン・スクエア、マクファーソン・スクエアで始まり、午後1時頃にリンカーン記念堂に立ち寄り、午後3時まで2時間の集会を開催した。抗議運動中、トランプ支持者が群衆の前を歩いて行進を一時止めたが、警察が排除した。また、中絶反対派の一団もメインの集会の外にいた。

### 参加
『ファスト・カンパニー』は、多数の集会に7万4000人が参加を表明したと報じた。ピープルズ・マーチの前日である2025年1月17日までに、ニューヨーク、ボストン、シアトル、ポートランド、シカゴなど、全米各都市の約350のデモ行進に90,600人が参加すると予想されていたが、実際は50,000人ほどしか参加せず、2017年のウィメンズマーチの参加者数を大幅に下回った。ワシントンのメトロポリタン警察は約25,000人の観衆を予想していた。
さらに『ザ・ヒル』紙によれば、多くの女性団体のリーダーは行進に参加することさえためらっていたという。一方、主催者側は「2017年のウィメンズマーチと同レベルの参加人数は期待していない」とし、「運動が弱まっていることの表れとは見ていない」と述べた。何人かの専門家は、参加人数が少なかった理由として、「政治運動に疲労している可能性」などを挙げた。アナリリア・メヒアは、「多くのオルガナイザーと同様に、何が私たちのコミュニティの多くを（ピープルズ・マーチに）参加させなかったのかに焦点を当てている。彼らが聞いていなかったのは何か？彼らが関わるために必要なものは何か？」と述べた。
国際的にも、数カ国で抗議デモが行われた。カナダでは、トロントでピープルズ・マーチが、ワシントンのピープルズ・マーチと同じ日に行われた。イギリスでは、ロンドン、マンチェスター、リヴァプール、プリマス、シェフィールドなど、英国内の22の都市で抗議デモが発生した。その他、フランスのパリやポーランドのクラクフでも小規模の抗議デモが行われた。

## 開催地
抗議デモはアメリカの以下の都市で行われた：
- ワシントンD.C.[54][55]

### アラバマ州
- バーミングハム[56] - 連邦裁判所で平和集会が開かれた。

### アラスカ州
- アンカレッジ[57][58]

### アリゾナ州
- グリーンバレー（英語版）[59]
- フェニックス[60] - 数百人がアリゾナ州会議事堂に結集し、生殖の自由を訴えた。

### アーカンソー州
- ベントンビル[61]

### カリフォルニア州
- アラメダ[62]
- カーピンテリア（英語版）[63]
- チコ[64][65]
- クレセントシティ[66]
- ユーレカ[67]
- フレズノ[68]
- レイクポート[69]
- ロサンゼルス - 南カリフォルニアで発生した深刻な山火事により、デモ行進の主催者は土曜日の抗議運動の中止を余儀なくされた[70]。  しかし、就任式当日はロス東部で別の抗議運動が開催された[71]。
- モデスト[72]
- マウンテンビュー[73]
- パームスプリングス[74]
- ペタルーマ[75]
- サクラメント[76]
- サンディエゴ[77]
- サンフランシスコ[78]
- サンノゼ[79]
- サンルイスオビスポ[80]
- サンラフェル[81]
- サンタバーバラ[82]
- サンタクルーズ[83]
- セバストポル（英語版）[84]
- ソノマ[85]
- ユカイア[86]
- ベンチュラ[70]

### コロラド州
- アスペン[87][88]
- コルテス（英語版）[89]
- デンバー[90]
- デュランゴ[91]
- フォートコリンズ[92]
- グランドジャンクション[93]
- ロングモント[94]
- パオニア（英語版）[95]
- テルユライド[96]

### コネチカット州
- ニューミルフォード（英語版）[97]
- ニューロンドン[98][99]

### デラウェア州
- レホボスビーチ[100]

### フロリダ州
- フォートマイヤーズ[101]
- タラハシー[102][103]

### ジョージア州
- オーガスタ[104]
- カミング（英語版）[105]
- サバンナ[106]

### アイダホ州
- ボイシ[107]
- グランジビル（英語版）[108]
- モスコー[109]
- ポカテッロ[110]

### イリノイ州
- アーリントンハイツ[111]
- カーボンデール[112]
- シカゴ[113][114][115]
- ピオリアハイツ（英語版）[116][117]
- スプリングフィールド[117][118]
- シカモア（英語版）[119]

### インディアナ州
- インディアナポリス[120]
- ラファイエット[121]

### アイオワ州
- コーラルヴィル（英語版）[122][123]
- ダベンポート[124]
- ダビューク[125]

### カンザス州
- トピカ[126]

### ケンタッキー州
- ルイビル[127][128]

### ルイジアナ州
- バトンルージュ[129]

### メイン州
- オーガスタ[130]
- ポートランド[131]

### メリーランド州
- チェスタータウン（英語版）[132][133]
- エルクトン（英語版）[134]

### マサチューセッツ州
- ボストン[31][135]
- ピッツフィールド[136][137]

### ミシガン州
- ホートン（英語版）[138]
- カラマズー[139][140]
- ランシング[141]
- ミッドランド[142]

### ミネソタ州
- ブレイナード（英語版）[143][144][145]
- グランドマレ（英語版）[145]
- ムーアヘッド[145]
- オリビア（英語版）[145][146]
- セントポール[145][147]
- セントクラウド[145]

### ミズーリ州
- ケープジラード[148]
- セントルイス[149]
- スプリングフィールド[150]

### モンタナ州
- ビリングス[151]

### ネブラスカ州
- ヘイスティングズ[152]
- オマハ[153]

### ニューハンプシャー州
- キーン[154]
- ポーツマス[155]

### ニューメキシコ州
- アルバカーキ[156][157]

### ニューヨーク州
- ビンガムトン[158]
- グレンズフォールズ[159]
- ハドソン（英語版）[160]
- ジェームズタウン[161]
- ニューヨーク[162][163][164]
- ポツダム（英語版）[165]
- ロチェスター[166]
- シラキュース[167]
- ユーティカ[168]

### ノースカロライナ州
- アシュビル[169]
- シャーロット[170]
- ローリー[171][172]

### ノースダコタ州
- グランドフォークス[173]

### オハイオ州

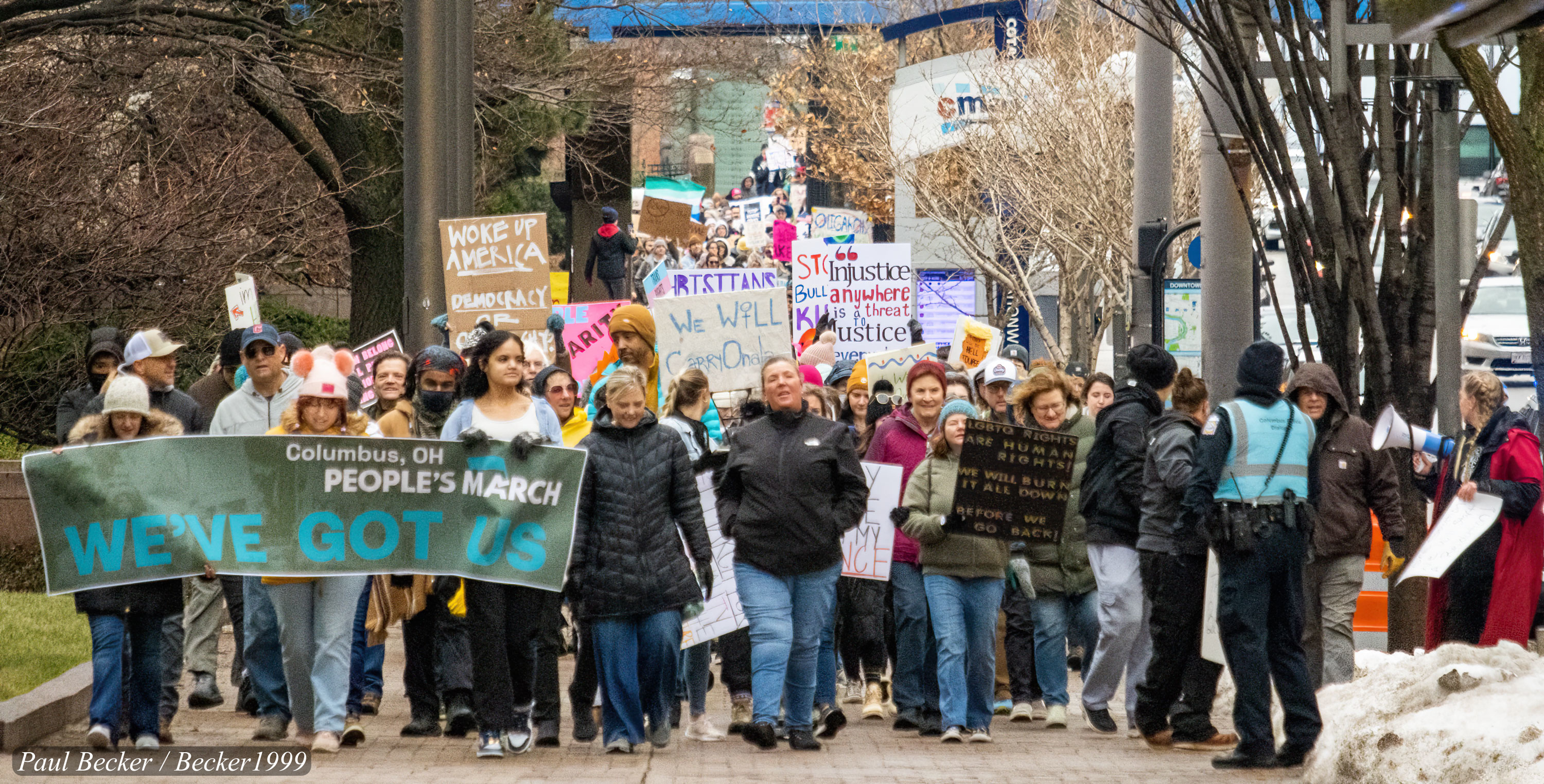
行進の様子（オハイオ州コロンバス）

- シンシナティ[174]
- クリーブランド[175]
- コロンバス[96][176]
- フレモント（英語版）[177]
- マンスフィールド[178]
- トレド[179]

### オクラホマ州
- オクラホマシティ[180]

### オレゴン州
- アシュランド[181]
- ユージーン[182]
- グランツパス[183]
- ポートランド[184][185]
- セイラム[186]

### ペンシルベニア州
- ノリスタウン[187]
- フィラデルフィア[188][189]
- ピッツバーグ[190]

### ロードアイランド州
- プロビデンス[191]

### サウスダコタ州
- スーフォールズ[192][193]

### テネシー州
- クラークスビル[194][195]
- ノックスビル[196]
- ナッシュビル[197]

### テキサス州
- アマリロ[198]
- ダラス[199]
- エルパソ[200]
- フォートワース[201]
- ヒューストン[202]
- サンアントニオ[203]

### ユタ州
- モアブ [204]
- セントジョージ[205]
- ソルトレイクシティ[206]

### バーモント州
- ブラトルボロ[207][208]
- バーリントン[209]

### ワシントン州
- エレンズバーグ[210]
- ポートタウンセンド（英語版）[211]
- レントン[212]
- シアトル[32][213]
- スポケーン[214]
- タコマ[215]

### ウィスコンシン州
- オークレア
- マディソン[216]
- ミルウォーキー[217]
- ウォーソー[218]